# Faro de Punta Nati
El faro de Punta Nati es un faro situado en la isla española de Menorca, en el archipiélago de las Baleares en el Mediterráneo. El faro fue construido en 1912 para evitar los naufragios en la costa norte de la Ciudadela.

## Historia

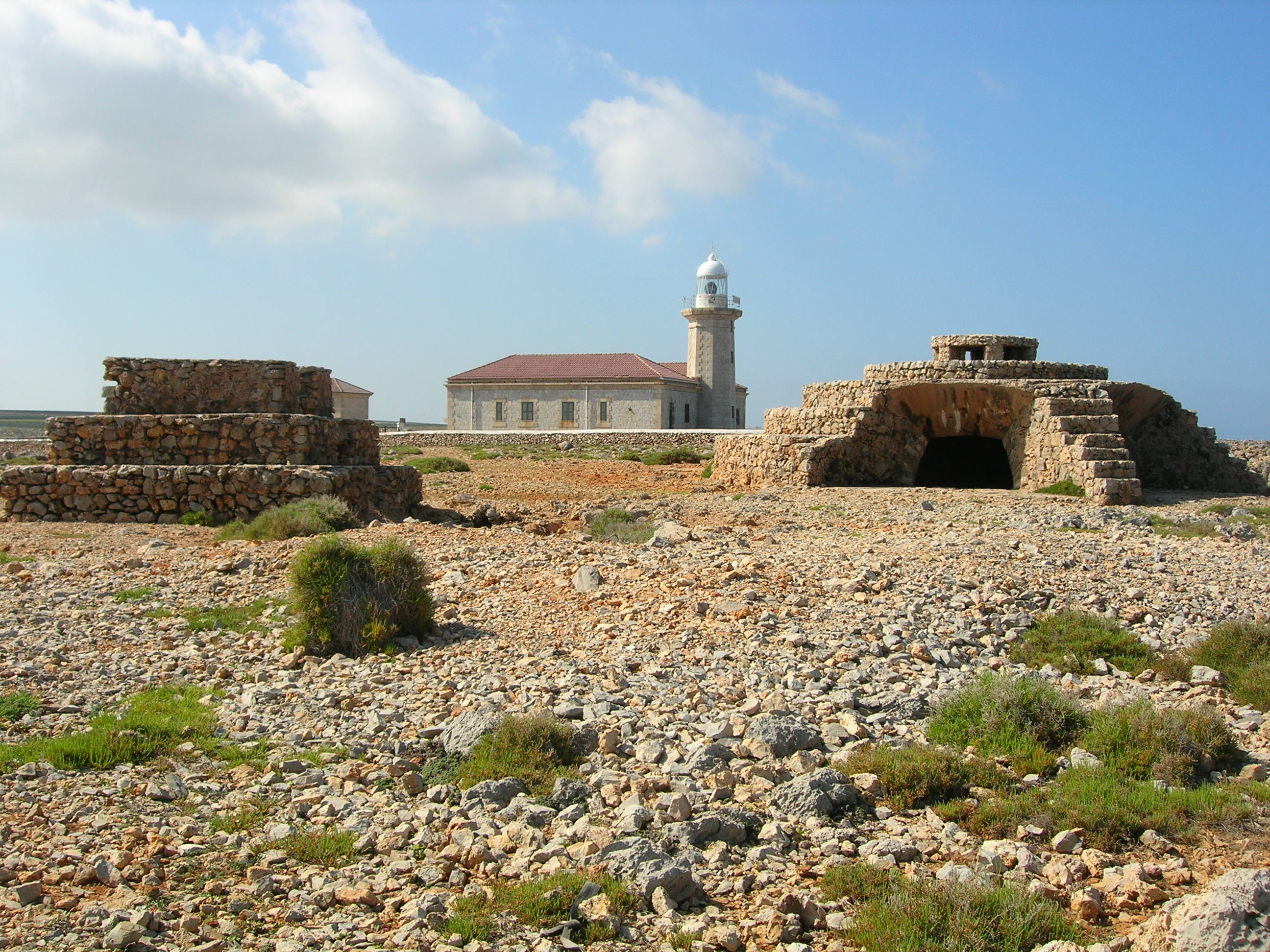
El faro situado entre dos búnqueres de la guerra civil española

En la costa norte de Ciudadela, ciudad situada en la zona oeste de la isla, se producían naufragios y accidentes debido a las corrientes marinas y a la influencia de los fuertes vientos de la zona de tramontana. El impulso decisivo para la construcción del faro fue el naufragio  del barco de vapor francés Général Chanzy el 10 de febrero de 1910 del cual sólo hubo un superviviente y 156 personas muertas.
El ingeniero Mauro Serret se encargó de diseñar el edificio. Las obras empezaron el 5 de julio de 1912 y se inauguró el 1 de septiembre del año posterior. La instalación luminosa presentaba una apariencia de grupos de 1 y 3 parpadeos blancos que se veían a una distancia de 26 millas. El edificio está formado por dos cuerpos rectangulares independientes de una sola planta, construidos con sillares con cara de piedra vista. La torre se eleva del suelo a una altura de 11,5 metros.
A pocos metros del faro hay un soplete donde cuando hay temporales de primero cuadrante, las olas entran a las cavidades del soplete salen disparadas en forma de grandes columnas de agua que llegan a alturas considerables y se precipitan con gran fuerza sobre la linterna del faro.

## Naufragio delGénéral Chanzy
El 10 de febrero de 1910 ocurrió una gran tempestad con vientos huracanados que se centró en las Islas Baleares, concretamente la zona Norte-Oeste de Menorca. El moderno vapor-correo francés Général Chanzy estaba amarrado en Marsella y el día 9 emprendió camino hacia Argel con 87 tripulantes y 70 pasajeros a bordo. Estaba dotado de unas máquinas que desarrollaban una potencia de 3.600 CV, lo que proporcionaba a la nave una velocidad de 18 nudos. Este buque fue construido en los Astilleros Navales de Saint Nazaire en 1.892 para la Compagníe Général Trasatlántica francesa. Sus características según el Lloyd’s Register eran 190,10 m de eslora, 10,70 m de manga y capacidad de carga de 2.334 toneladas.
La mañana del 11 de febrero Don José Coll Marqués vio un hombre, extremadamente agotado, de buena estatura y pelo rubio que se acercaba a la casa cojeando, con mal aspecto y lleno de heridas. No se entendían porque no hablaban el mismo idioma pero el visitante tomó un trozo de carbón del fuego y en la pared dibujo un barco que se hundía, en la parte superior escribió un nombre; Général Chanzy y en el inferior «100 hommes morts». El menorquín le dio de comer y ropa seca, después inmediatamente se trasladaron a Ciudadela para dar parte a las autoridades de lo ocurrido.
El herido, Marcel Baudez, es de nacionalidad francesa, tenía 23 años y su ocupación era la de Vista de Aduanas en Argel. La explicación que da sobre lo ocurrido sitúa los hechos alrededor de las cinco de la madrugada del día 9 en que, encontrándose en el interior de la cámara del vapor, oyó un tremendo fragor. El casco del navío se había partido en dos mitades.
El lugar del suceso es una especie de pequeña bahía cerrada por alto debido a los escarpados peñascos que conforman el entorno y que son de difícil acceso, formado por materiales fácilmente des integrables con arcilla, que está situado muy cerca del predio denominado Torrenova.
En el mar había restos de madera y otros objetos del barco, entre los que estaban flotando gran cantidad de cadáveres humanos de todos los sexos, edades y condiciones sociales.
De vez en cuando una ola más impetuosa que las demás arrastra algunos de dichos cadáveres arrojándolos contra las peñas y retirándoles después envueltos en nubes de espuma. Entre las peñas se distinguen claramente despojos humanos que han ido quedando retenidos presentando un aspecto horroroso. Revolotean por allí multitud de aves que se aprovechan del festín que la mar les ha improvisado
Por la representación de la Armadora se facilitó la lista de la tripulación del buque que estaba formada por:
Capitán: Mr. Bruno Cayol
1.er. Oficial: Mr. Guizol
Piloto: Mr. Carline
Médico: Mr. Catanée
Sobrecaro: Mr. Parsi
1.er. Maquinista: Mr. Lorenzetti
2.º Maquinista: Mr. Lorenzetti
3.er. Maquinista: Mr. Courlier
Repostero: Mr. Malrais
Figurando asimismo
10 Cocinero y Marmitones
10 Camareros
10 Marineros
10 Mozos
19 Fogoneros y
9 Ayudantes de Máquina